# Dlouhozobka zimolezová
Dlouhozobka zimolezová (Hemaris fuciformis) je noční motýl z čeledi lišajovitých, vyznačující se převážně denní aktivitou a specifickým vzhledem, připomínajícím čmeláka, podle kterého dostal také své odborné pojmenování (latinsky fuciformis = „čmelákotvarý“). Vyskytuje se i na území ČR, není ale hojný.

## Rozšíření
Druh je rozšířen po celé Evropě a v lesostepních oblastech Asie.

Vyskytuje se na okrajích světlých lesů, na lesních cestách a pasekách, ale i v parcích a zahradách. Není příliš omezen nadmořskou výškou, vyskytuje se jak v nížinách, tak v horských údolích.

## Popis

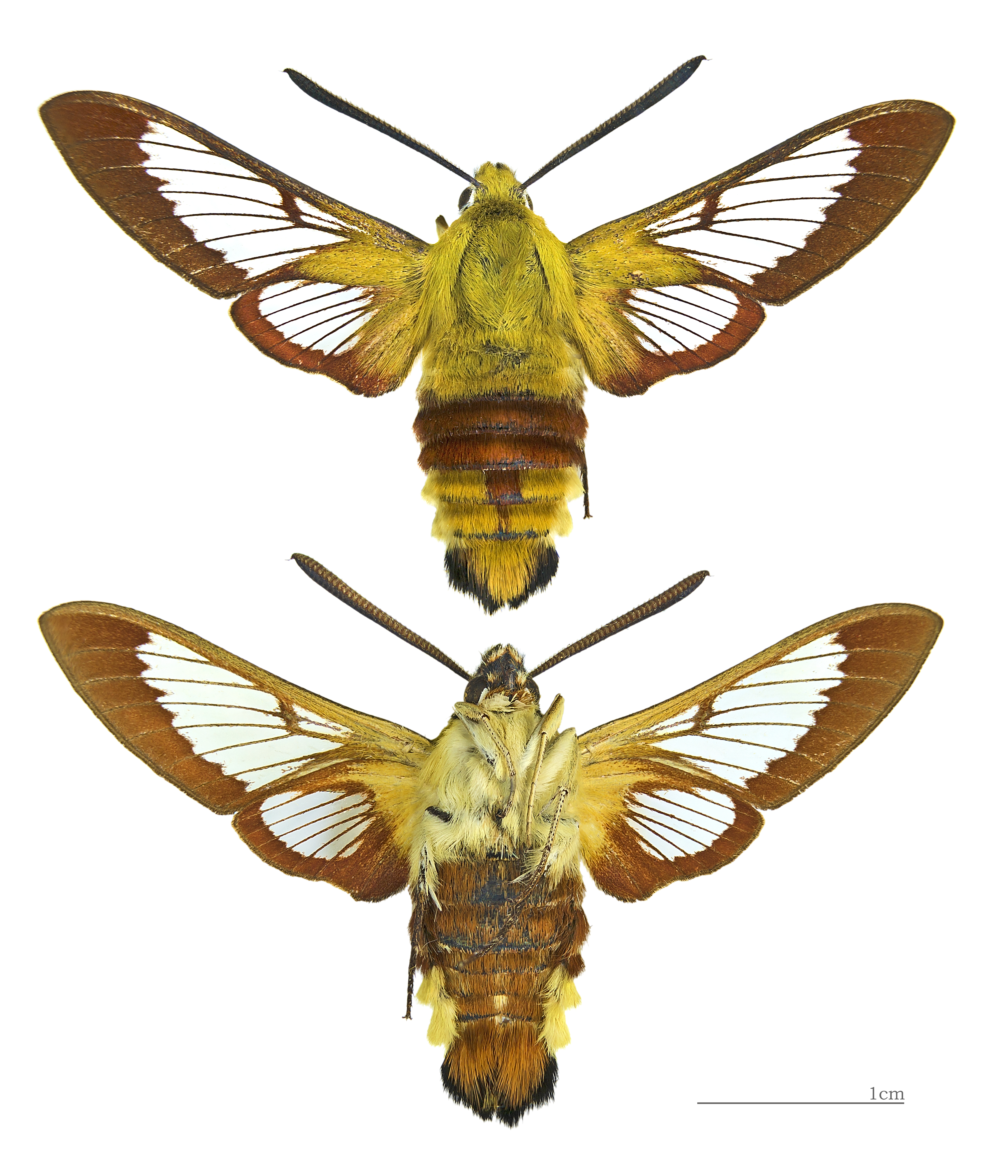
Sbírkový exemplář
(svrchní a spodní pohled)

Jedná se o malý druh lišaje, délka předního křídla je pouze 19–22 mm. Oba páry křídel mají podobné zbarvení – vnitřní plocha je sklovitě průzračná, pouze žilkování a okraje křídel jsou červenohnědé. Na předním křídle je poblíž kořene znatelná silnější tmavá příčka, vytvářející hnědou skvrnu. Hruď je zelenohnědá, značně chlupatá. První článek zadečku kopíruje zbarvení hrudi, 2. a 3. článek jsou tmavě červenohnědé a ostatní články jsou opět zelenohnědé, s výjimkou černé štětičky chloupků na konci zadečku. Tykadla jsou tmavá, paličkovitá.

Dlouhozobku zimolezovou lze zaměnit s příbuzným druhem, dlouhozobkou chrastavcovou. Dlouhozobka chrastavcová se liší užším hnědým lemem křídel a absencí tmavé skvrnky v ploše předního křídla. Záměna je možná také s některými druhy čmeláků, kterým se dlouhozobky rodu Hemaris podobají.
Vajíčka jsou zelené barvy, drobná a kulatá.
Housenka je zelená, jemně bíle tečkovaná s nažloutlým, zdvojeným hřbetním pruhem. Na zádi má výrazný růžek.
Kukla je tmavě hnědá, matně lesklá. Měří 2,5–3 cm.

## Bionomie
V České republice tvoří jednu až dvě generace. První generace létá v květnu a červnu, méně početná generace druhá pak v červenci a srpnu. Dlouhozobka zimolezová je aktivní během dne, létá prudce a rychle a v letu se zastavuje, aby sála nektar z květů. Ráda saje na květech hvozdíkovitých rostlin. Pro svůj způsob letu bývá, stejně jako další druhy dlouhozobek, někdy považována laickým obyvatelstvem za kolibříka.
Housenky žijí na zimolezu, chrastavci a pámelníku. Z vajíček se líhnou asi po dvou týdnech koncem června a svůj vývoj dokončují v polovině září. Kuklí se v řídkém zámotku při zemi, nebo mělce pod ní.
Část kukel se líhne v červenci, motýli pak létají ještě téhož roku jako druhá generace. Zbytek kukel přezimuje.

## Galerie

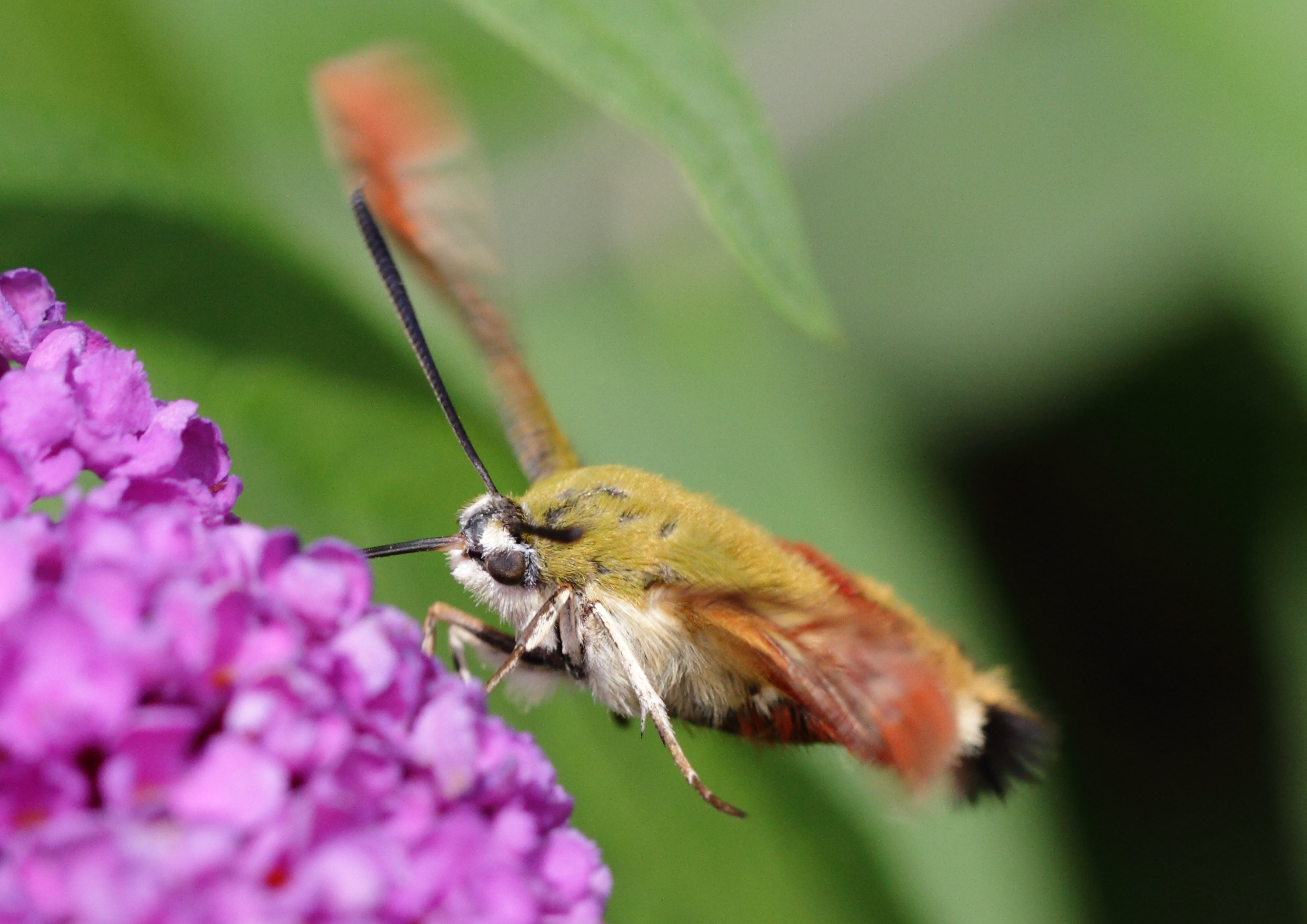
Detail sající dlouhozobky
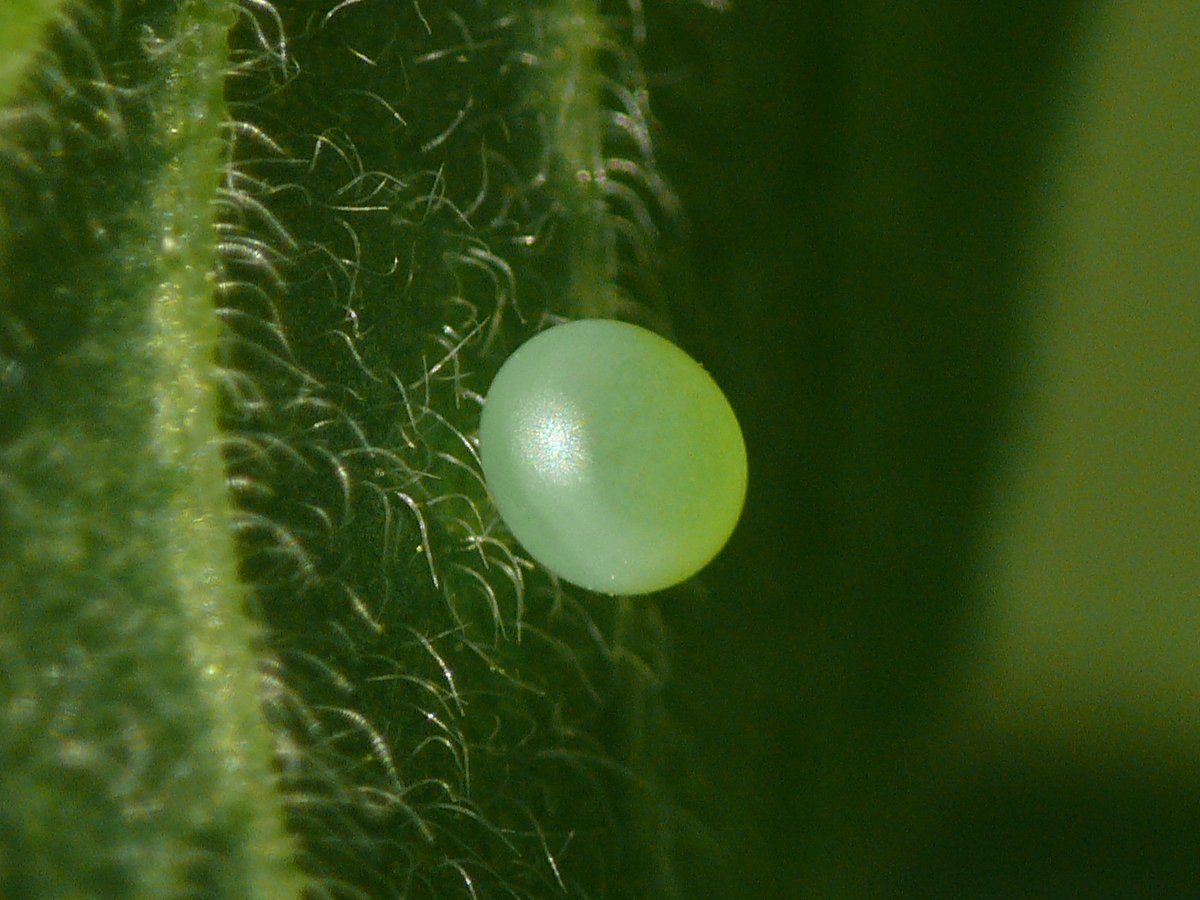
Detail vajíčka
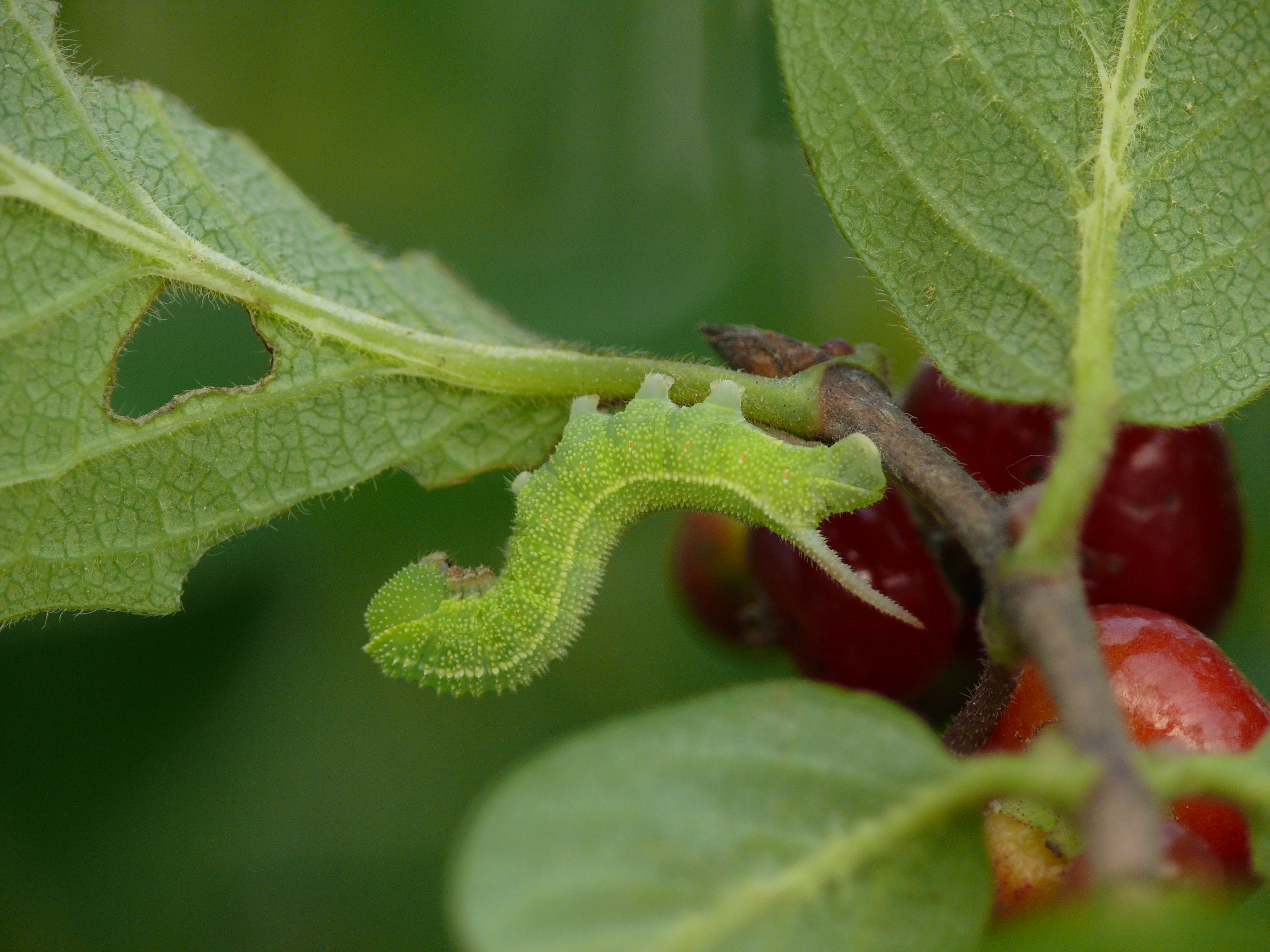
Mladá housenka
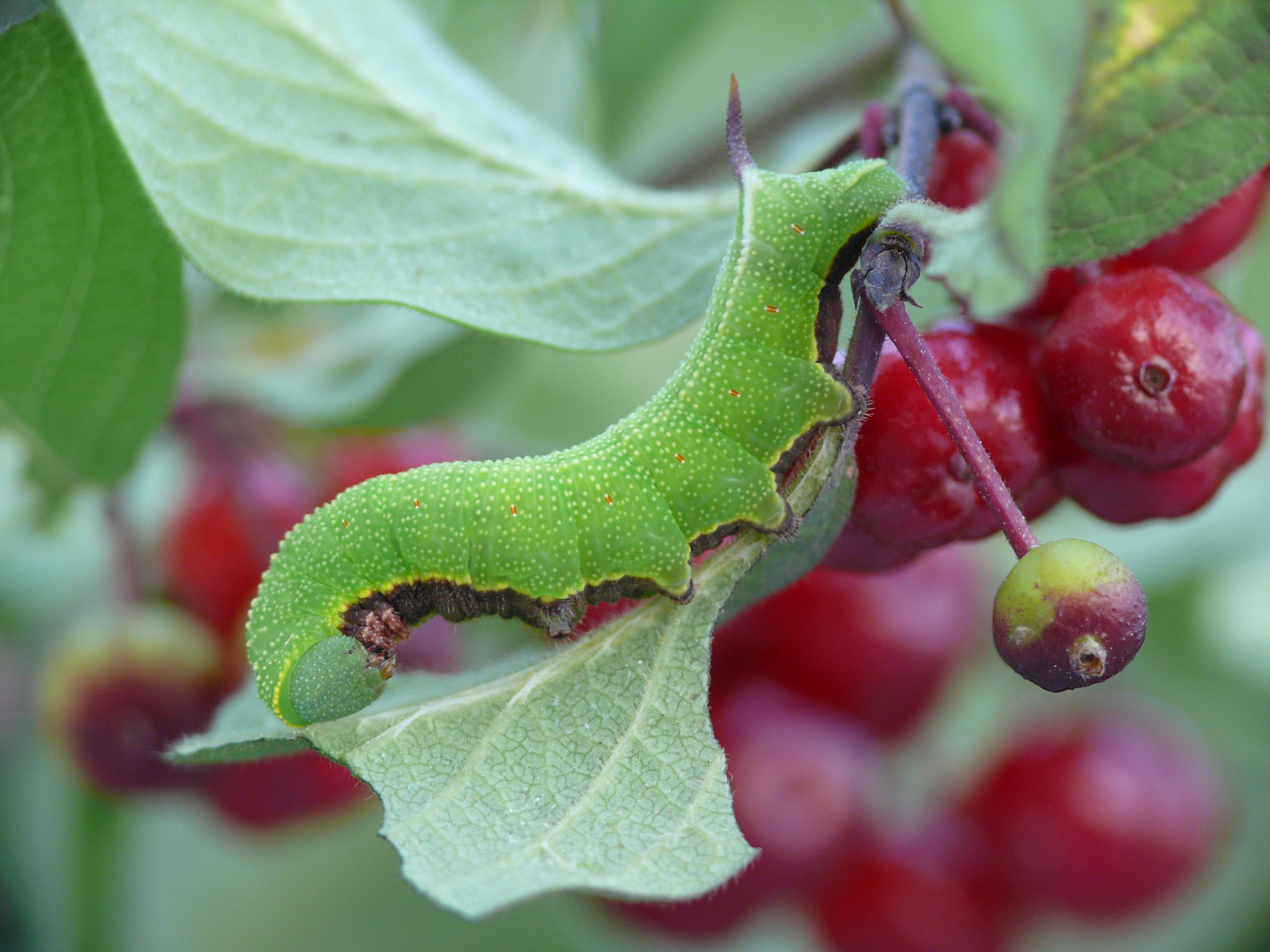
Housenka v pozdější fázi vývoje
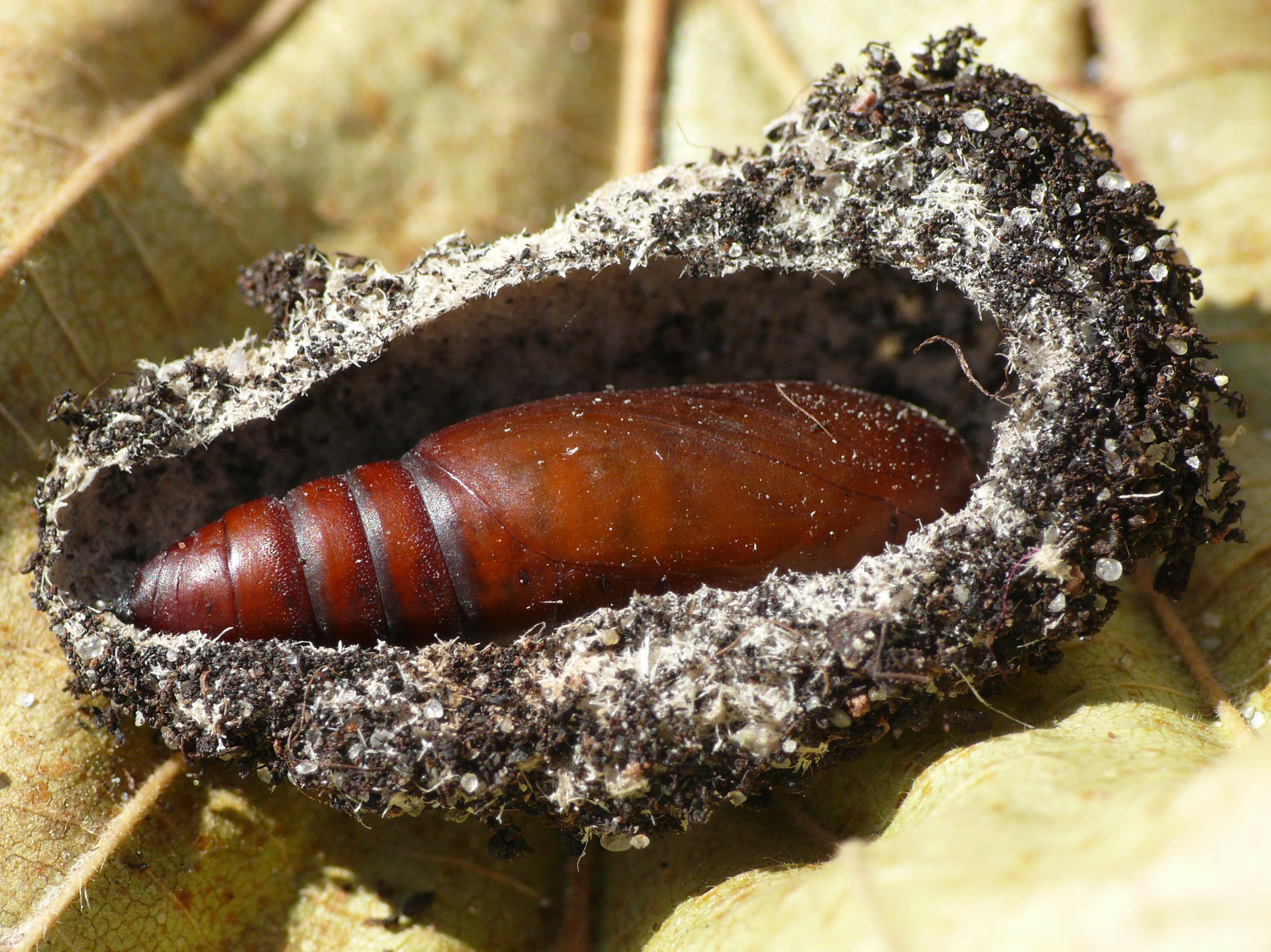
Kukla v otevřeném zámotku